# E Frontier
E Frontier (イーフロンティア?) fue fundada en 1999 y es un importante desarrollador y distribuidor de productos de diseño gráfico y entretenimiento de consumo. E Frontier tiene sede en Tokio, Japón. E Frontier desarrolla Shade 3D, una aplicación para modelado, renderizado y la animación, para las plataformas Mac OS X y Windows.